# Casa de Poseidón
La Casa de Poseidón o Casa de los poseidonitas (también Poseidonite koinon) es el nombre dado a un antiguo edificio de la isla de Delos, en Grecia, cuyas ruinas forman parte del yacimiento arqueológico de Delos, declarado Patrimonio de la Humanidad por la Unesco. Más concretamente, el yacimiento forma parte de la zona del Lago Sagrado de Delos.

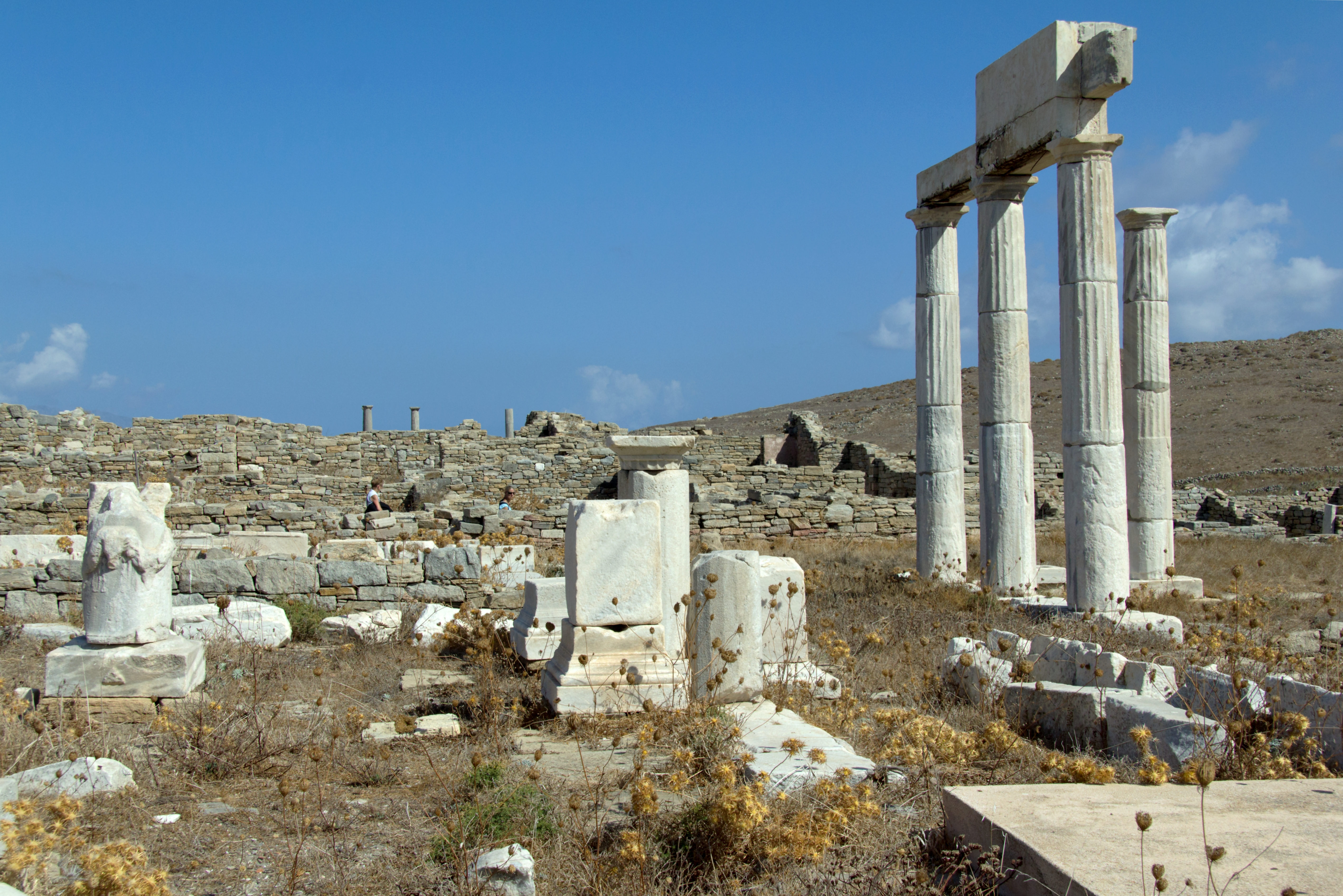
Ruinas.

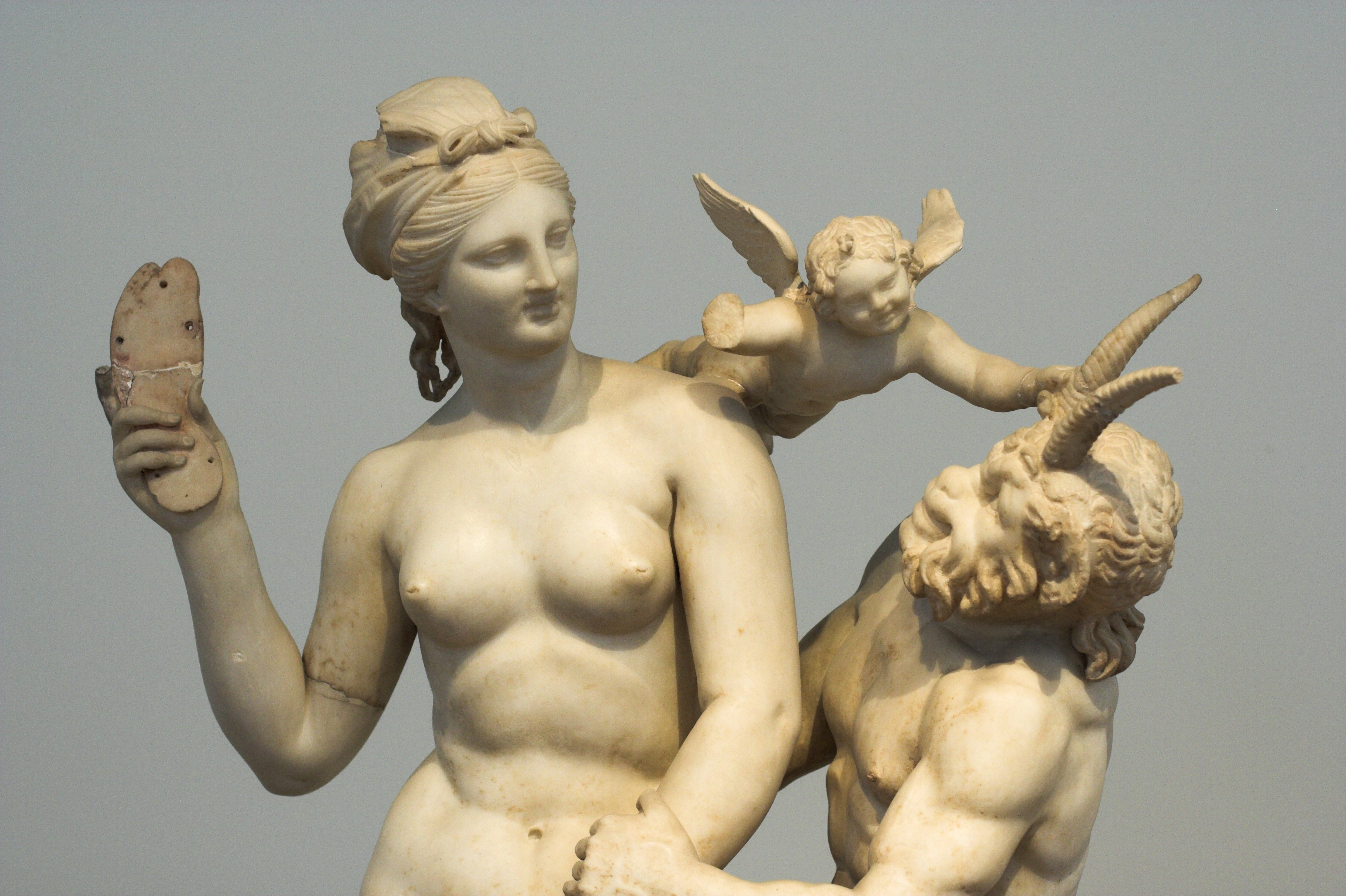
Escultura de Afrodita, Pan y Eros que se encuentra en el edificio.

Fue construida en el período helenístico alrededor del 125-100 a. C. Fue construida por mercaderes y armadores sirios de Beirut que habían llegado a Delos, y les sirvió como lugar de reunión y una especie de casa gremial. El gremio era conocido como el Gremio de Poseidón porque el Baal adorado por los sirios estaba asociado con Poseidón. El edificio se encuentra en el lado noroeste del Lago Sagrado.
El edificio consta de varios patios y salas. Su arquitectura combina los estilos sirio y griego. La entrada se realizaba por el sur. Conducía a un pasillo con acceso a cuatro salas pequeñas y a un gran peristilo o patio con columnas en la esquina noreste del edificio. Las salas pequeñas eran santuarios dedicados a los dioses semitas, posiblemente al menos Baal (Poseidón), Astarté y Eshmun. Las columnas del patio peristilo eran del estilo dórico y medían unos 5,3 m de altura. En el centro del patio había un estanque de agua. El patio daba acceso a otra sala en la esquina noroeste del edificio, posiblemente un comedor y sala de reuniones.
Entre otras cosas, se ha encontrado una escultura de Afrodita, Pan y Eros en las ruinas de la casa, que se encuentra en el Museo Arqueológico Nacional de Atenas.